# Encanteria (álbum)
Encanteria é o trigésimo/trigésimo primeiro álbum de estúdio da cantora brasileira Maria Bethânia, lançado em 2009 pela Biscoito Fino, juntamente com o álbum de estúdio Tua.
O álbum nasceu como uma retratação em forma de homenagem à toda forma de festividade, em especial aos festejos religiosos do interior nordestino. Grande parte das canções do álbum receberam variados arranjos de samba, como o samba-batido da faixa Saudade Dela e o samba de roda presente na faixa-título. Os compositores presentes no álbum incluem Roque Ferreira, Vanessa da Mata, Jaime Alem, entre outros.

## Faixas
| N.º            | Título                                             | Compositor(es)                                 | Duração |  |
| 1.             | "Santa Bárbara"                                    | Roque Ferreira                                 | 3:14    |  |
| 2.             | "Feita na Bahia"                                   | Roque Ferreira                                 | 2:54    |  |
| 3.             | "Coroa do Mar"                                     | Roque Ferreira                                 | 2:56    |  |
| 4.             | "Encanteria"                                       | Paulo César Pinheiro                           | 2:46    |  |
| 5.             | "Saudade Dela" (com Caetano Veloso e Gilberto Gil) | Nizaldo Costa, Roberto Mendes                  | 3:28    |  |
| 6.             | "Linha de Caboclo"                                 | Pedro Amorim, Paulo César Pinheiro             | 2:26    |  |
| 7.             | "Estrela"                                          | Vander Lee                                     | 3:04    |  |
| 8.             | "Minha Rede"                                       | Roque Ferreira                                 | 3:15    |  |
| 9.             | "Doce Viola"                                       | Jaime Alem                                     | 3:06    |  |
| 10.            | "Ê Senhora/Batatinha Roxa"                         | Sereia de Água Doca                            | 3:21    |  |
| 11.            | "Sete Trovas"                                      | Etel Frota, Rubens Nogueira, Consuelo de Paula | 2:43    |  |
| Duração total: | Duração total:                                     | Duração total:                                 | 33:13   |  |